# جدا نشدنی
جدا نشدنی (انگلیسی: Inseparable) فیلمی در ژانر کمدی-درام است که در سال ۲۰۱۱ منتشر شد. از بازیگران آن می‌توان به کوین اسپیسی، دانیل وو، و پتر استورماره اشاره کرد.